# Harrier Cars
Harrier Cars fue un constructor británico de automóviles de carreras fundado a principios de los años 1980 por Lester Ray, y se especializó inicialmente en prototipos de competición del Grupo C2 y posteriormente automóviles de gran turismo.

## Sport prototipos
La primera aparición registrada de Harrier Cars fue en los 1000 km de Monza de 1983 con el prototipo RX-83C, el cual estaba impulsado por un motor 13B Wankel de 2 rotores. Incluso intentó clasificar para la edición 1983 de las 24 Horas de Le Mans, pero resultó en un fracaso. Posteriormente, sus evoluciones, los modelos LR4, LR5, LR6 y LR7 participarían en campeonatos nacionales por todo el Reino Unido, tales como la serie Thundersports y el Campeonato BRDC C2, aunque el RX-83C haría una última aparición en las 3 Horas de Watkins Glen de 1985 para en la clase GTP Lights del Campeonato IMSA GT.

## Grandes turismos
En 1991, Lester Ray decide comenzar la producción de automóviles deportivos de producción a baja escala, y presenta un concepto de lo que sería su próximo modelo llamado LR9, el mismo sería la base de unos automóviles de carreras de gran turismo pensados para el Campeonato Británico de GT. Además de presentarse en las 24 Horas de Le Mans de 1994 en la clase LMP2 con una versión sin techo llamada LR9 Spyder.
El modelo de competición con techo LR9C participaría a partir de la temporada 1995 del campeonato local, inicialmente en la clase GT1, aunque luego también participaría en la clase GT2. Una evolución llamada LR9 GT97 se desarrollaría exclusivamente para la clase GT1, más permisiva en el desarrollo de vehículos concretos para la competición, y al año siguiente llegaría su última encarnación, el GT1-98 (eliminando "LR9" como parte de su nombre).

## Cambios de nombre y final absoluto
En 1999, la compañía sufre una completa transformación, ya que es adquirida por el británico Richard Austin, y la rebautiza como Sintura. El nombre como tal es un Anagrama de su primera inicial y su apellido (SINTURA = R. AUSTIN). Su único vehículo sería el S99, un automóvil de competición con una
concepción algo análoga, ya que sería el último automóvil de carreras creado exclusivamente para la competición en la clase
GT1 original (requiriendo de al menos un único modelo de calle para su homologación). Dicha categoría había sido abolida por la FIA y la ACO en 1999 para dar paso a la clase LMGTP, una alternativa con techo a la clase LMP. El Sintura S99 está impulsado por un motor Judd GV4 V10 de 4.0 litros. Dicho automóvil participaría por única temporada en el Campeonato Británico de GT de 1999, compitiendo contra vehículos también obsoletos como el McLaren F1 GTR, el Porsche 911 GT1 y el Lister Storm GTL.
También haría una aparición única en el Gran Premio de Monterey en Laguna Seca como ronda puntuable de la American Le Mans Series de 1999, aunque esta vez participando como prototipo en la clase LMP, debido a que era demasiado avanzado para ser catalogado como "basado en producción", excluyéndolo así de la clase GTS. Otro vehículo que había pasado por algo similar fue el Porsche 911 GT1 Evo con especificaciones de 1997 del equipo estadounidense Champion Racing.
En el año 2000, la compañía recupera su nombre original y presenta su último vehículo conocido hasta la fecha, el Harrier LR10, su nombre hace referencia al hecho de que es la continuación del LR9 anterior, aunque es un prototipo de clase LMP900. También participó en el Campeonato de Sport Prototipos de la FIA de ese mismo año dentro de la categoría SR1. A pesar de haber competido como prototipo, también se desarrolló una variante GT1 que nunca llegó a competir, contó con el dorsal número 10 del Campeonato Británico de GT, suponiendo que habría debutado en la temporada 1999, lo que significa que pudo existir la posibilidad de competir directamente contra el Sintura de los dueños anteriores de la compañía.

## Lista de modelos
- Harrier RX-83C
- Harrier LR4
- Harrier LR5 (en: Harrier LR5)
- Harrier LR6 (en: Harrier LR6)
- Harrier LR7 (en: Harrier LR7)
- Harrier LR9 (en: Harrier LR9C)
- Sintura S99 (en: Sintura S99)
- Harrier LR10 (en: Harrier LR10)

## Apariciones en otros medios
El Sintura S99 hizo una única aparición en el Videojuego de carreras Total Immersion Racing bajo el nombre Sintura GTS, debido a que forma parte de la categoría GTS del mismo juego.